# Tren del Recuerdo

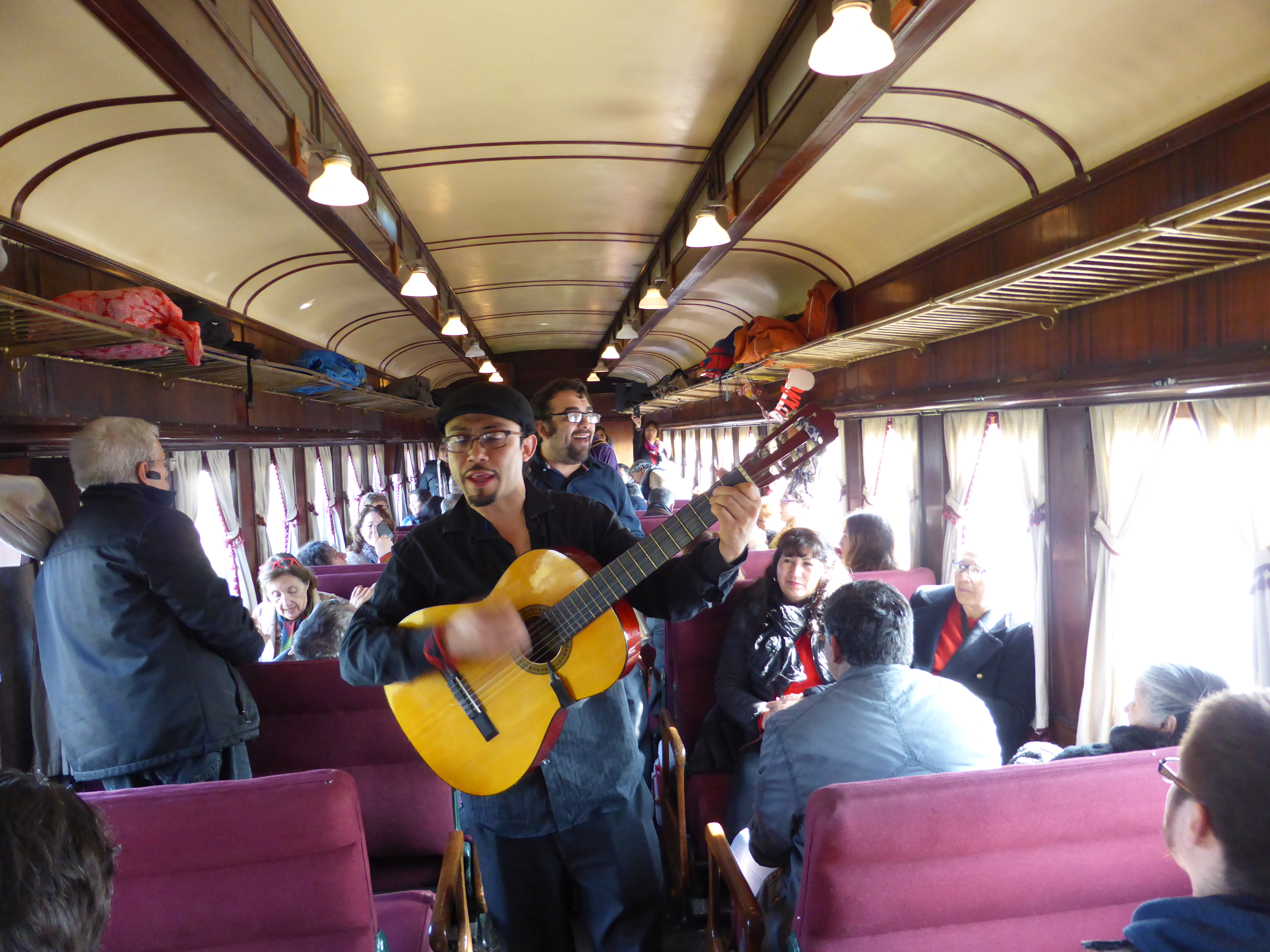
Grupo musical en el tren turístico a San Antonio.

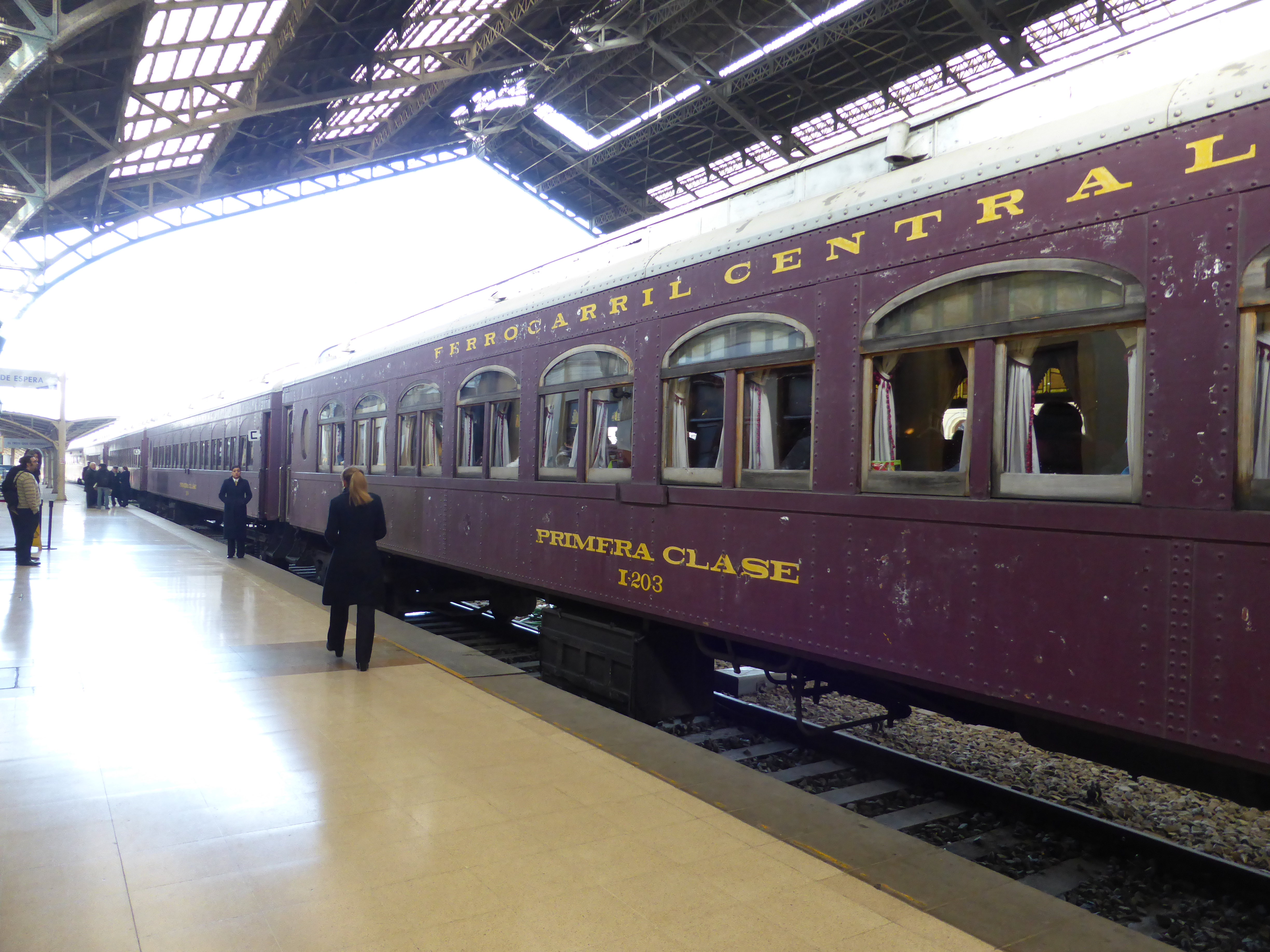
El Tren del Recuerdo en la Estación Central de Santiago. El coche metálico I-203 fue construido en el año 1923, por Linke Hofmann, en Alemania.

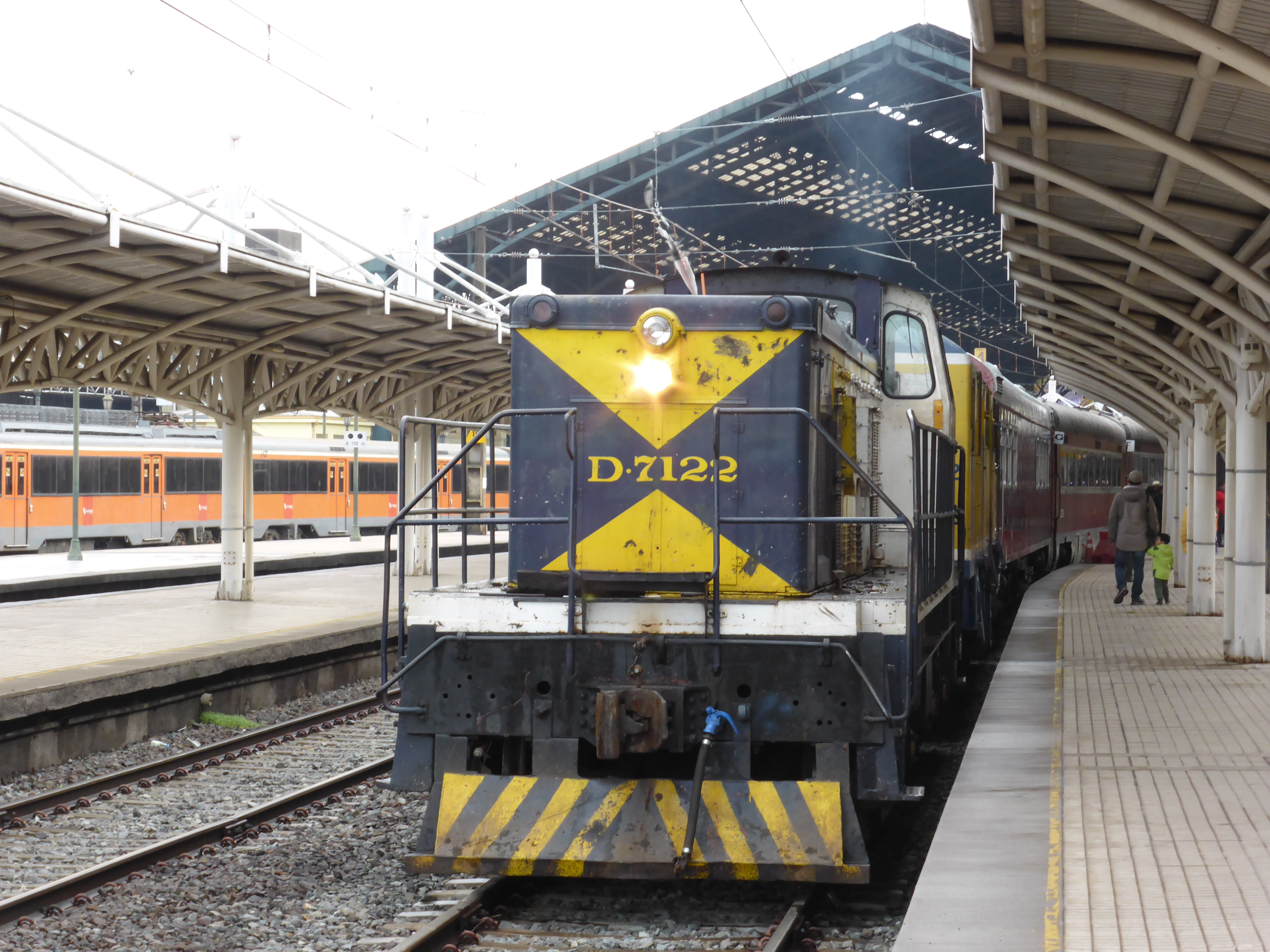
Estación Central. A la derecha, el Tren del Recuerdo, con la locomotora diésel D-7122.

El Tren del Recuerdo es un tren turístico chileno que inicia su recorrido en la Estación Central de Santiago, con dirección al puerto de San Antonio en un viaje de ida y vuelta por el litoral central, realizando salidas periódicas durante cada mes. Su formación, consta de coches históricos construidos desde el 1923 los más antiguos, hasta 1966 el más moderno. La tracción actual es con dos máquinas diésel - eléctricas, construidas en los años 1954 y 1962. Su gestión es realizada por Grupo EFE y la Asociación Chilena de Conservación del Patrimonio Ferroviario (ACCPF).
El recorrido turístico se efectúa viajando en antiguos coches de pasajeros de distintas décadas, que han sido restaurados gracias a los esfuerzos de la ACCPF, en conjunto con EFE. A lo largo del recorrido se contemplan paisajes del campo chileno que solamente pueden apreciarse desde el ferrocarril, en los que se atraviesan valles y cerros para llegar finalmente al mar; acompañado de música chilena, acceso al coche comedor y atención a bordo, como los viajes que se efectuaban entre los años cincuenta y ochenta, del siglo XX.
Al lugar de destino se llega a la hora del almuerzo. En la costanera de la ciudad de San Antonio, en el Paseo El Mar, se encuentran sitios donde se puede degustar la cocina regional con pescados y mariscos u otras opciones. Después del almuerzo, quedan menos de cuatro horas para repartir entre diversas actividades. Además de contemplar las vistas del puerto y observar de cerca lobos marinos en las rocas, se pueden efectuar viajes en lancha por la bahía o visitar el Museo de San Antonio, o ver el mercado pesquero y puestos de artesanía.

## Historia de la línea de Santiago a San Antonio y Cartagena
En el año 1890, durante el gobierno del presidente Balmaceda, se inició un ambicioso plan de obras públicas. Se dieron inicio a las obras de ferrocarril que unirían Santiago con el puerto de San Antonio. En 1912 el tren llegó hasta San Antonio, gracias a importantes inversiones posibilitadas por el auge salitrero. Posteriormente, en 1921, el ferrocarril se prolongó hasta la ciudad balneario de Cartagena, popularizándose ese destino para excursionistas y veraneantes.
En los años 70 el bus competía con el ferrocarril. Los últimos trenes que corrieron en el ramal Santiago-San Antonio-Cartagena, lo hicieron hasta el año 1986. Posteriormente, los últimos trenes de pasajeros resultaron ser turísticos, que ya cargaban el nombre de "Expreso del Recuerdo", al mando de la locomotora a vapor 851.  Ya para 1989 EFE (Empresa de los Ferrocarriles del Estado) decide terminar totalmente con el tráfico en la zona entre Panul (San Antonio) y la estación de Cartagena, aquello significó dejar la vía expuesta a robos y tomas, lo que llevó, a que hoy en día solo existan vestigios de la faja vía. La estación de Cartagena fue declarada monumento nacional en 1994.

## Material rodante
Los coches de pasajeros son los siguientes:
- I-203, de Primera Clase, construido por: Linke-Hofmann-Lauchhammer Aktiengesellschaft. LHL, en el año 1923. Es gemelo del I-202 que se conserva en el Museo Ferroviario de Santiago de Chile. Ferrocarriles del Estado los encargó a la empresa alemana Linke Hofmann (LHL, luego LHB), de Breslau, hoy Wrocław (Polonia). En total se recibieron 46 largos coches metálicos de primera clase, que fueron numerados del 170 al 215.[2]

- I-199, también Linke Hofmann de Primera Clase, año 1923.

- I-264. Primera clase, año 1929. Fue destinado a ramales de la red sur de Ferrocarriles.

- Z-11. Salón, Linke Hofmann, año 1931. Este coche fue encargado especialmente para realizar servicio entre Valparaíso y Mapocho, siendo un coche que ofrecía un ambiente preparado para clases más acomodadas. En su momento, se le conocía como coche (de clase) "Pullman". El interior está completamente transformado.

- Y-19 Comedor, construido por Linke Hofmann el año 1923, como parte de una serie de 8 coches.

- Z-155 Salón, Linke Hofmann, año 1955. Este coche perteneció a una serie de 6, de los cuales hoy existen 4 y solo 2 en operaciones, siendo parte importante de los trenes Rápidos hasta el año 2002, habiendo recorrido la red troncal desde Alameda al Sur.

- Z-156 Salón, Linke Hofmann, año 1955.

- VB-451 Video Bar, Socometal, Chile, año 1966. Último en su tipo, este coche perteneció a una serie de 5 coches de primera clase, que fueron modificados entre los años 1982 y 1985, para así ser integrados a los trenes Rápidos al sur, con destinos como Temuco, Valdivia, Osorno y Puerto Montt.

Las locomotoras diésel son de estas series:
- D-16000, fabricadas por General Electric y ALCo, en 1953-1954.
- D-7100, francesas, Brissonneau et Lotz, año 1962.

## Galería

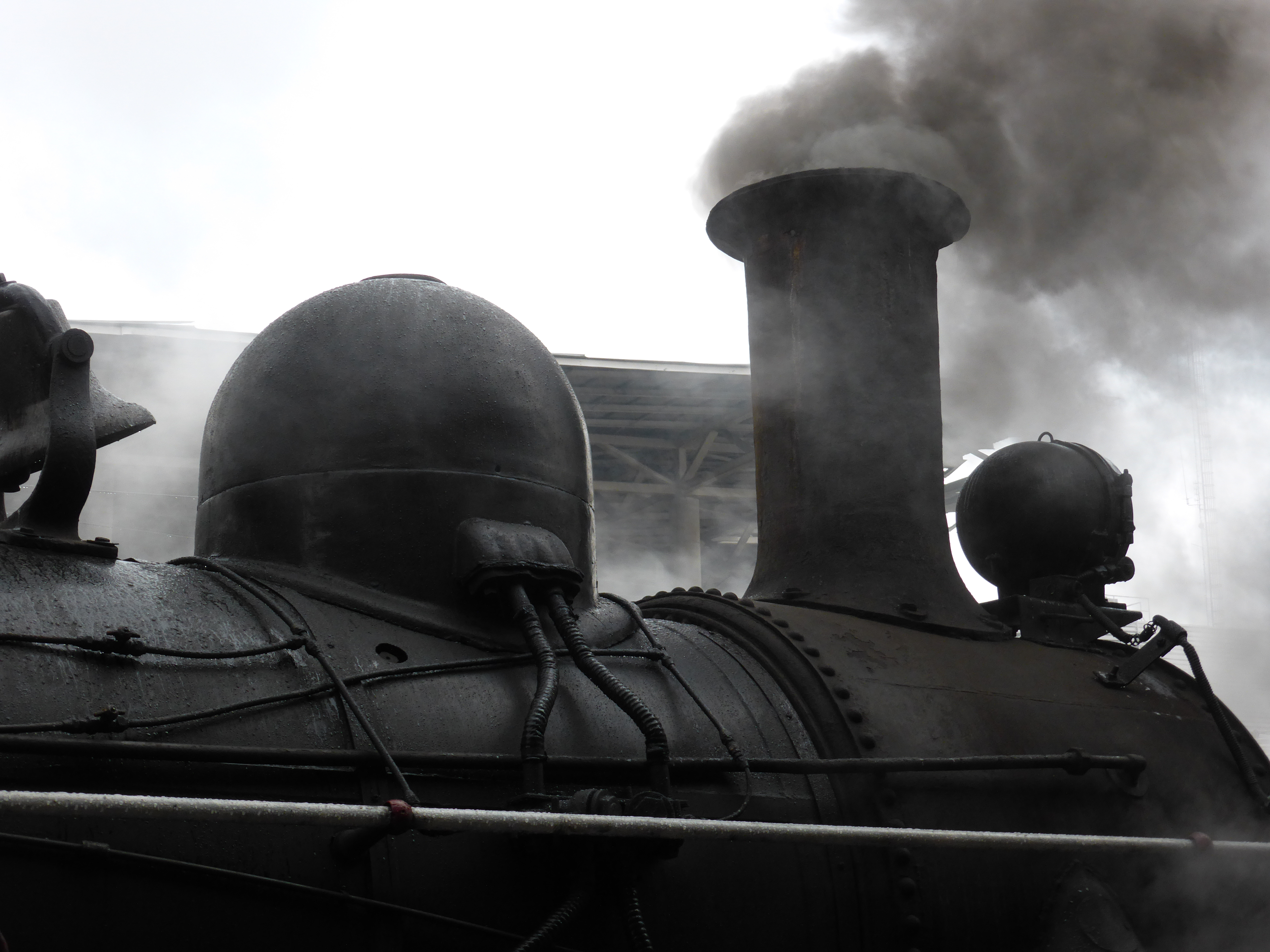
Locomotora de vapor número 607, año 1913, que en 2015 encabezaba el Tren del Recuerdo. Encendida el Día del Patrimonio Cultural de 2016.
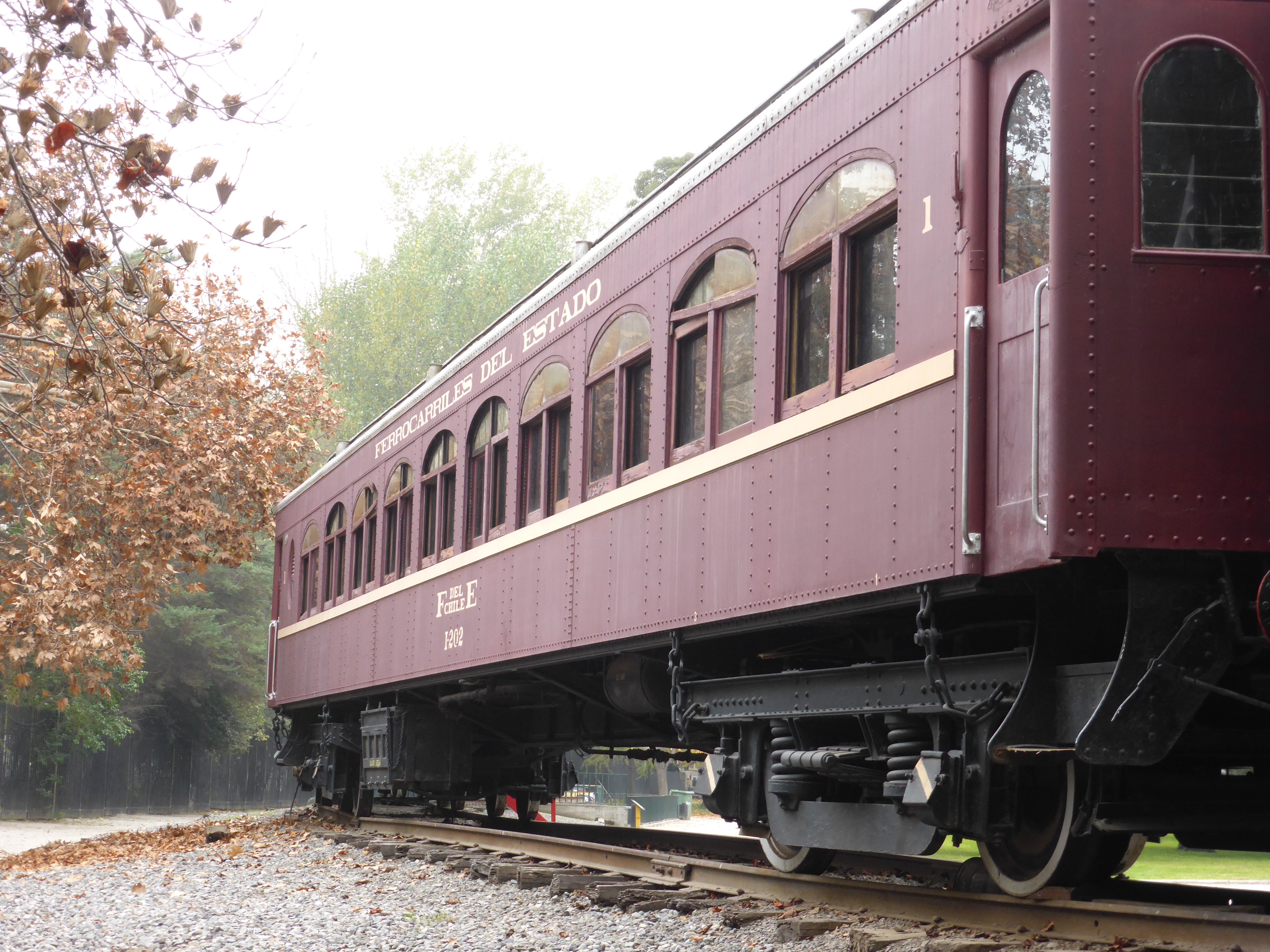
Coche gemelo I-202 de Ferrocarriles del Estado, en el Museo Ferroviario de Santiago de Chile.
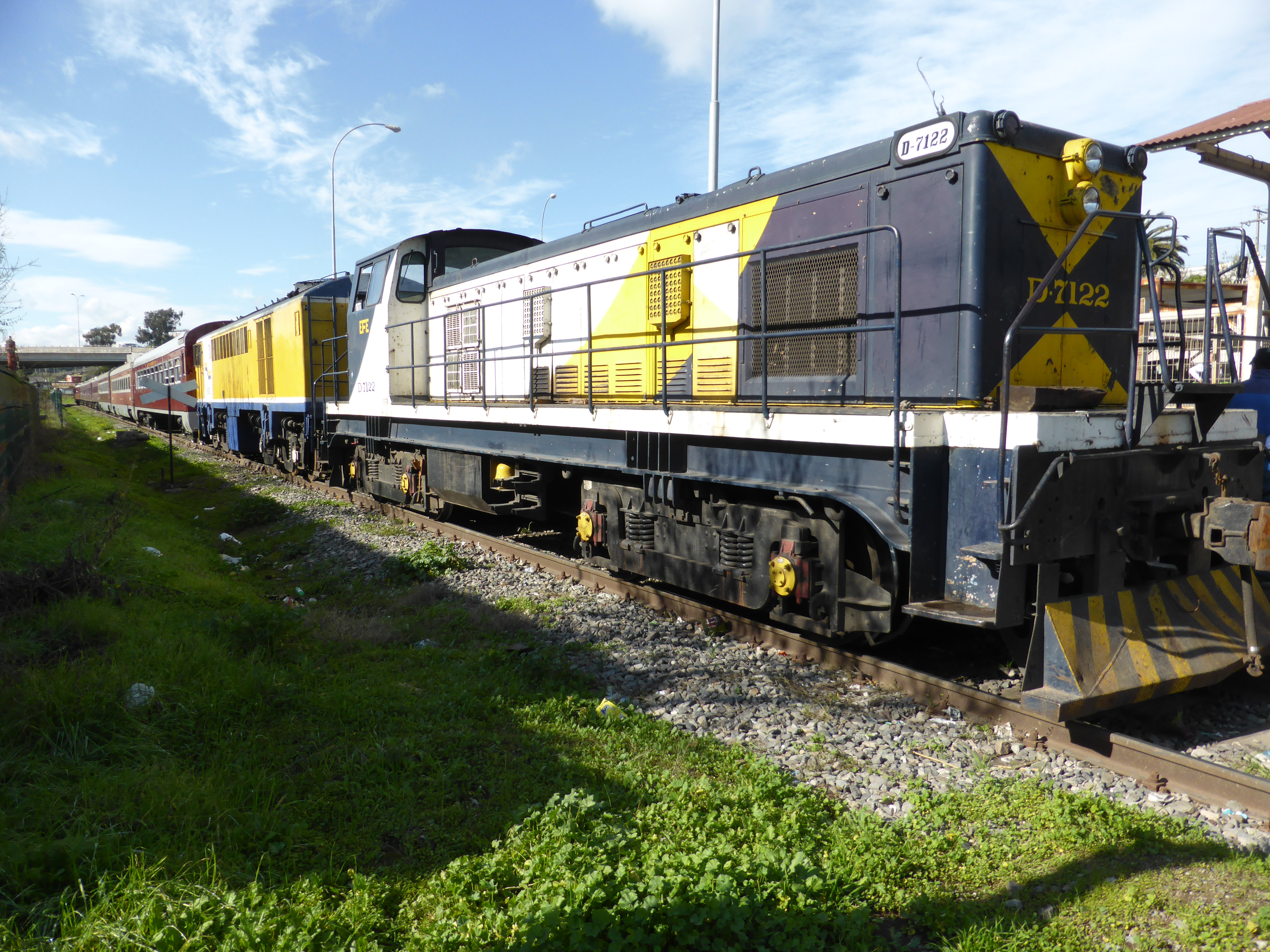
Estación de Llolleo, Tren del Recuerdo, con dos máquinas diésel. La primera, D-7122, es francesa, Brissonneau et Lotz, año 1962.